# Eupòria (satèl·lit)
Eupòria (del grec antic Ευπορία) o  Júpiter XXXIV és un satèl·lit irregular retrògrad de  Júpiter. Va ser descobert per un equip d'astrònoms de la Universitat de Hawaii dirigits per Scott S. Sheppard l'any 2001.

## Característiques físiques
Eupòria és un petit satèl·lit de prop de 2 quilòmetres de diàmetre, orbita al voltant de Júpiter a una distància mitjana de 19,088 milions de km en 538,780 dies terrestres, amb una inclinació de 145° de l'eclíptica (144,858° de l'equador de Júpiter). La seva òrbita És retrògrada amb una excentricitat de 0,0960. La seva massa estimada és de 1,1x10 13.
Eupòria pertany al grup d'Ananké, un grup de satèl·lits que orbiten de forma retrògrada al voltant de Júpiter sobre el semieix major comprès entre els 19300000 i els 22700000 km, les inclinacions de 45.7° a 154.8° amb relació a l'equador de Júpiter i excentricitats entre 0.02 i 0.28.

Diagrama que il·lustra l'òrbita dels satèl·lits irregulars de Júpiter.
Diagrama que il·lustra la inclinació dels principals membres del grup d'Ananké en funció del semieix major.

## Denominació
El satèl·lit Eupòria porta el nom d'una de les Hores, deesses del temps i de les estacions de l'any en la mitologia grega, filles de Temis i Zeus. D'altres satèl·lits de Júpiter porten el nom d'altres Hores, per exemple Ortòsia, Sponde i Carpo.
Eupòria rebé el seu nom definitiu el 8 d'agost de 2003, al mateix temps que altres deu satèl·lits de Júpiter i 12 de Saturn. Prèviament havia rebut la designació provisional de S/2001 J 10, que indicava que era el desè satèl·lit de Júpiter fotografiat per primera vegada l'any 2001.